# Edificio Tobón
El Edificio Tobón, también conocido como Hotel Maitamá, es una construcción que data de finales de la década de 1940 y comienzos de los años 50. Está ubicado en pleno centro de Armenia, Colombia, en la intersección de la carrera 17 con calle 21, y forma parte del patrimonio arquitectónico de la ciudad.

## Historia
Fue construido sobre parte del terreno que anteriormente ocupaba la antigua Plaza Cervantes, destruida por un incendio en 1935. En abril de 1948, cuando la edificación contaba apenas con cuatro pisos en obra negra, fue utilizada por las autoridades municipales para almacenar los productos saqueados durante los disturbios del 9 de abril, tras el asesinato de Jorge Eliécer Gaitán.
En las décadas siguientes, el edificio albergó espacios culturales y de entretenimiento emblemáticos para la ciudad. En los años 50, su sótano fue sede de la Peña Taurina, un lugar de encuentro para los habitantes que disfrutaban de tertulias tradicionales. Más adelante, en los años 80, funcionó allí la discoteca Quemada, uno de los sitios preferidos por los jóvenes de la época.
El edificio no sufrió daños durante el terremoto de 1999, superando con éxito la prueba de resistencia estructural. Esta solidez se atribuye a la calidad de su construcción y de los materiales empleados, muchos de los cuales fueron importados desde Europa y Estados Unidos, como el hierro, el cemento, las cerámicas, los lavamanos y las griferías de sus baños.

## Descripción
El Hotel Maitamá fue construido por el inmigrante alemán Guillermo Ledher, quien dejó su sello de buen diseño en cada rincón del edificio. Toda la carpintería fue elaborada con maderas finas provenientes de los bosques cordilleranos, destacándose enchapes en cedro rosado, cedro negro, pino romerón y roble.
En el primer piso se encuentra la recepción y una sala de estar, cuya pared posterior está decorada con un mural en madera, diseñado y ensamblado por el escultor salamineño Orlando Londoño Hidalgo. La obra, cuyo título y temática giran en torno al personaje indígena Maitamá, aporta un toque artístico y cultural al espacio. Junto a la sala de recibo se conserva el antiguo ascensor de la marca Schindler, con rejillas de madera, que ha funcionado de manera ininterrumpida desde su instalación en 1954. Ese mismo año se inauguró el edificio como Hotel Embajador, nombre que mantuvo hasta 1977, cuando adoptó su denominación actual.